# Буюк Джума-Джамі
Буюк Джума-Джамі (крим. Büyük Cuma Camisi,) або Сімферопольська соборна мечеть імені Номана Челебіджихана (крим. Noman Çelebicihan adında Aqmescit Cuma Camisi) — найбільша та головна мечеть Криму. Розташована у місті Сімферополь Автономної Республіки Крим.

## Назва
Соборна мечеть носить назву на честь першого муфтія мусульман Криму Номана Челебіджихана.

## Історія
15 лютого 2011 року Сімферопольська міська рада дозволила Духовному управлінню мусульман Криму розробити проєкт землеустрою щодо відведення земельної ділянки площею 2,7 гектара під Соборну мечеть.
У вересні чотирнадцять архітектурних проєктів авторів з України, Туреччини і Казахстану були виставлені на огляд сімферопольців у Кримській республіканській бібліотеці імені Івана Франка.

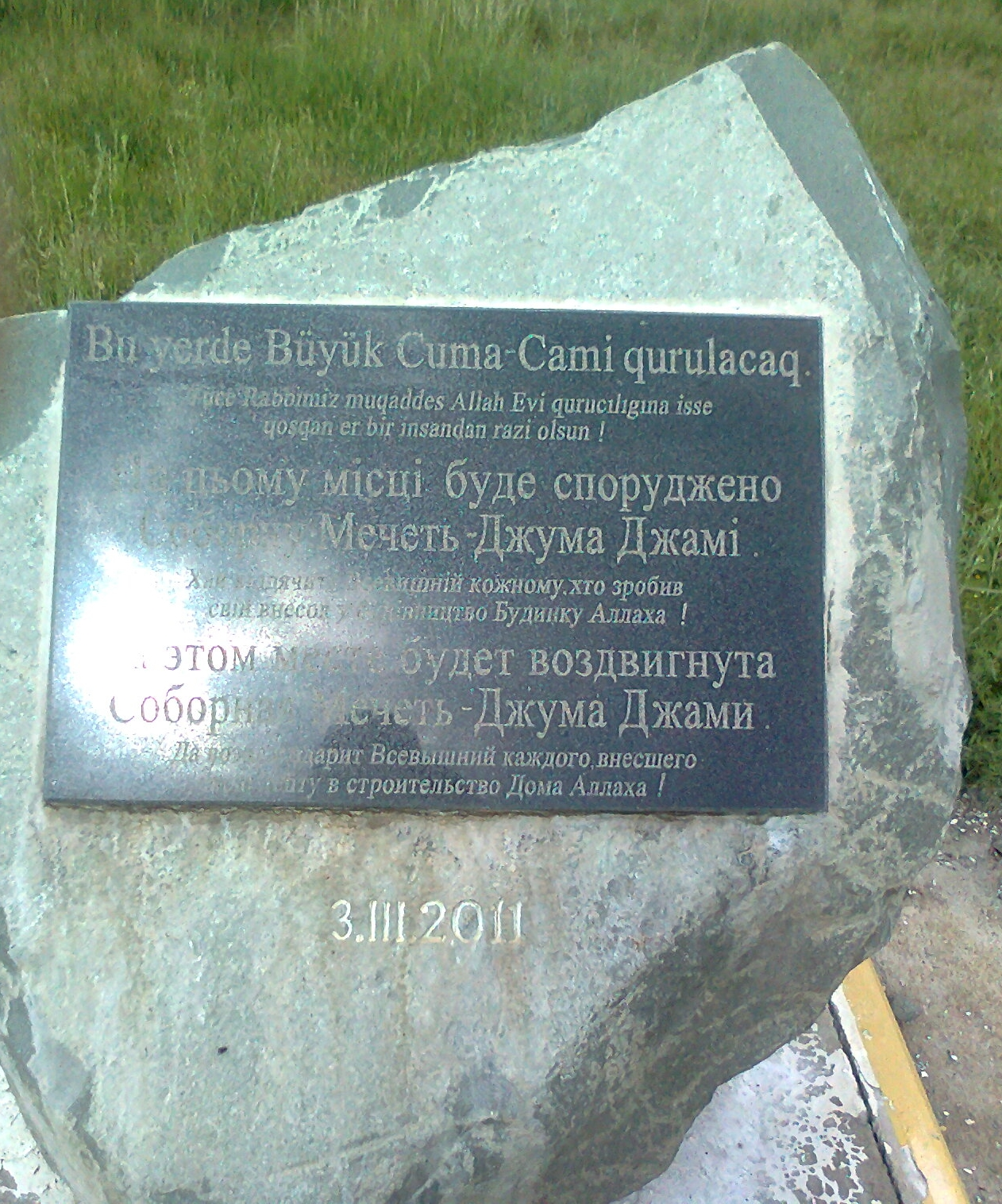
Пам'ятний камінь, встановлений на місці будівництва 3 березня 2011 року

Будівництво було заплановано на 2014 рік, коли мала відбутися зустріч президентів України і Туреччини. Але через окупацію Криму початок будівництва було відкладено.
Будівництво розпочалося 2015 року. Фінансування відбувається за рахунок пожертв кримських татар. Відкриття планується на початок лютого 2024 року, після завершення будівництва вона стане однією з найбільших мечетей Криму.
9 грудня 2023 року у Соборній мечеті Сімферополя відбулося перше богослужіння. Намаз провів колаборант проросійський муфтій мусульман Криму та Севастополя Хаджі Еміралі Аблаєв.
10 квітня 2024 року відбувся перший святковий намаз.

## Опис
Згідно з проєктом, соборна мечеть в Сімферополі має вміщувати 5 тис. осіб. Соборна мечеть являє собою основну будівлю в кримськотатарському стилі з чотирма однаковими мінаретами і куполом. Висота купола становить 28 метрів. Чотири мінарети заввишки 58 метрів, що робить мечеть найвищою в Криму. Площа самої мечеті становить 1369 м² (37 на 37 м). У 2019 році на завершальному етапі будівництва архітектори вирішили переглянути дизайн проєкту і внести ряд доповнень, із метою надати мечеті кримськотатарський колорит.
Над розписом мечеті працювали майстри з Туреччини.

## Комплекс
- Адміністративна будівля
- Медресе
- Бібліотека
- Готель
- Паркінг

## Галерея
|                   |
| Серпень 2018 року |

|                   |
| Червень 2019 року |

|                   |
| Травень 2021 року |